# Саратовская стрелковая дивизия народного ополчения
Саратовская дивизия народного ополчения — соединение народного ополчения города Саратова во время Великой Отечественной войны.

## История
9 июля 1941 года бюро областного комитета ВКП(б) на основании указания Государственного комитета обороны приняло постановление о создании отрядов народного ополчения в городе Саратове и районах области. Саратовский горком партии предложил райкомам ВКП(б) организовать в каждом районе по полку и объединить их в дивизию. Полки назывались по именам районов: Волжский, Кировский, Октябрьский, Сталинский, Фрунзенский. Полки делились на батальоны, роты, взводы и отделения. Из специальных подразделений полкам придавались химический и комендантский взводы, роты связи и разведки, а также санитарная служба.
Командиром дивизии был утверждён начальник военной кафедры Саратовского юридического института им. Д. И. Курского Константин Иванович Рыбалко, его заместителем Захар Семёнович Петров, начальником политотдела — бывший директор Саратовского юридического института им. Д. И. Курского А. И. Федорцов, начальником штаба Кировского полка дивизии — преподаватель Рафаил Анонович Хрулинский-Бурбо.
В феврале 1942 года К. И. Рыбалко на посту командира дивизии сменил начальник военной кафедры Саратовского педагогического института, капитан Григорий Александрович Роговин.
В июле 1942 года дивизия была реорганизована. В неё стали входить три стрелковых и один артиллерийский полк. Из специальных подразделений создали отдельные противотанковый дивизион и мотострелковую разведывательную роту, сапёрный батальон сокращенного состава, роты связи и химической защиты, автороту подвоза, медсанбат и ветеринарный лазарет.
Командирами частей и подразделений утвердили командиров, присланных из резерва Приволжского военного округа. Командиром Саратовской стрелковой дивизии народного ополчения назначен полковник Хафизов Шариф Газизович.
Ополчение выполняло две задачи: во-первых, формировало военные отряды и подразделения, которые в случае опасности городу могли принять на себя его оборону; во-вторых, формирование резерва для действующей армии, боевая подготовка резервистов и отправка их на фронт в действующую армию.
Саратовская дивизия народного ополчения дала фронту более 22 тысяч бойцов.
Занятия с ополченцами проходили без отрыва от производства два раза в неделю: одно — вечером после работы, другое — в воскресный день. Общий объём учебной нагрузки равнялся 28 часам в месяц.
В соответствии с решением обкома ВКП(б) 13 октября 1943 года дивизия была расформирована.

## Состав
Саратовская дивизия народного ополчения входила в состав Приволжского военного округа.
Полки в составе дивизии:
- Волжский полк;
- Кировский полк;
- Сталинский полк;
- Фрунзенский полк;
- Октябрьский полк

С июля 1942 г.:
- Управление;
  - Штаб;
  - Противотанковый дивизион;
  - Мотострелковая разведывательная рота;
  - Сапёрный батальон сокращенного состава;
  - Рота связи;
  - Рота химической защиты;
  - Автомобильная рота подвоза;
  - Медицинский санитарный батальон;
  - Ветеринарный лазарет;
- 1-й стрелковый полк;
- 2-й стрелковый полк;
- 3-й стрелковый полк;
- артиллерийский полк;

## Командиры
- Рыбалко, Константин Иванович, полковник (9 июля 1941 — февраль 1942);
- Роговин, Григорий Александрович, капитан (февраль — июль 1942)[2];
- Хафизов, Шариф Газизович, полковник (июль 1942 — февраль 1943);
- Роговин, Григорий Александрович, майор (февраль 1943 — ноябрь 1943)[3][4]